# Temporada da NBA de 2012–13
A temporada 2012-13 da NBA foi a 67ª temporada da National Basketball Association (NBA). A temporada regular iniciou na terça-feira, 30 de outubro de 2012, quando o Miami Heat, o time campeão da temporada 2011-12, jogou em casa contra o time do San Antonio Spurs. O All-Star Game foi jogado em 17 de fevereiro de 2013, no Toyota Center, em Houston, Texas, com vitória da equipe do Oeste contra a equipe do Leste por 143 a 138. A temporada regular acabou na quarta-feira, 17 de abril de 2013, e os playoffs começaram no sábado, 20 de abril de 2013.
O Miami Heat acabou se sagrando campeão da temporada, após vencer o San Antonio Spurs em sete jogos.

## Ocorrências notáveis
O New Jersey Nets se mudou para o Brooklyn e se tornou o Brooklyn Nets, retornando para a cidade quando entrou para a NBA a partir da ABA em 1976. O Nets vai jogar no Barclays Center.

## Temporada Regular
Pela primeira vez desde 2008, a NBA não agendou nenhum jogo no Dia de Ação de Graças. Os jogos de Natal foram, em ordem cronológica, Boston Celtics 93, 76 Brooklyn Nets; New York Knicks 94, 100 Los Angeles Lakers; Oklahoma City Thunder 97, 103 Miami Heat; Houston Rockets 120, 97 Chicago Bulls; e Denver Nuggets 100, 112 Los Angeles Clippers, com o Staples Center tendo sediado dois jogos no mesmo dia.

### Classificação

#### Por divisão
| Divisão do Atlântico | V  | D  | PCT  | JA   | Casa  | Fora  | Div  | J   |
| -------------------- | -- | -- | ---- | ---- | ----- | ----- | ---- | --- |
| y-New York Knicks    | 54 | 28 | .659 | –    | 31–10 | 23–18 | 10–6 | 82  |
| x-Brooklyn Nets      | 49 | 33 | .598 | 5    | 26–15 | 23–18 | 11–5 | 82  |
| x-Boston Celtics     | 41 | 40 | .506 | 12.5 | 27–13 | 14–27 | 7–8  | 81† |
| Philadelphia 76ers   | 34 | 48 | .415 | 20   | 23–18 | 11–30 | 7–9  | 82  |
| Toronto Raptors      | 34 | 48 | .415 | 20   | 21–20 | 13–28 | 4–11 | 82  |

| Divisão Central     | V  | D  | PCT  | JA   | Casa  | Fora  | Div  | J   |
| ------------------- | -- | -- | ---- | ---- | ----- | ----- | ---- | --- |
| y-Indiana Pacers    | 49 | 32 | .605 | –    | 30–11 | 19–21 | 11–3 | 81† |
| x-Chicago Bulls     | 45 | 37 | .549 | 4.5  | 24–17 | 21–20 | 9–7  | 82  |
| x-Milwaukee Bucks   | 38 | 44 | .463 | 11.5 | 21–20 | 17–24 | 7–9  | 82  |
| Detroit Pistons     | 29 | 53 | .354 | 20.5 | 18–23 | 11–30 | 8–8  | 82  |
| Cleveland Cavaliers | 24 | 58 | .293 | 25.5 | 14–27 | 10–31 | 3–13 | 82  |

| Divisão Sudeste    | V  | D  | PCT  | JA | Casa  | Fora  | Div  | J  |
| ------------------ | -- | -- | ---- | -- | ----- | ----- | ---- | -- |
| z-Miami Heat       | 66 | 16 | .805 | –  | 37–4  | 29–12 | 15–1 | 82 |
| x-Atlanta Hawks    | 44 | 38 | .537 | 22 | 25–16 | 19–22 | 11–5 | 82 |
| Washington Wizards | 29 | 53 | .354 | 37 | 22–19 | 7–34  | 5–11 | 82 |
| Charlotte Bobcats  | 21 | 61 | .256 | 45 | 15–26 | 6–35  | 6–10 | 82 |
| Orlando Magic      | 20 | 62 | .244 | 46 | 12–29 | 8–33  | 3–13 | 82 |

| Divisão Noroeste        | V  | D  | PCT  | JA | Casa  | Fora  | Div  | J  |
| ----------------------- | -- | -- | ---- | -- | ----- | ----- | ---- | -- |
| c-Oklahoma City Thunder | 60 | 22 | .732 | –  | 34–7  | 26–15 | 10–6 | 82 |
| x-Denver Nuggets        | 57 | 25 | .695 | 3  | 38–3  | 19–22 | 11–5 | 82 |
| Utah Jazz               | 43 | 39 | .524 | 17 | 30–11 | 13–28 | 9–7  | 82 |
| Portland Trail Blazers  | 33 | 49 | .402 | 27 | 22–19 | 11–30 | 6–10 | 82 |
| Minnesota Timberwolves  | 31 | 51 | .378 | 29 | 20–21 | 11–30 | 4–12 | 82 |

| Divisão do Pacífico     | V  | D  | PCT  | JA | Casa  | Fora  | Div  | J  |
| ----------------------- | -- | -- | ---- | -- | ----- | ----- | ---- | -- |
| y-Los Angeles Clippers  | 56 | 26 | .683 | –  | 32–9  | 24–17 | 11–5 | 82 |
| x-Golden State Warriors | 47 | 35 | .573 | 9  | 28–13 | 19–22 | 9–7  | 82 |
| x-Los Angeles Lakers    | 45 | 37 | .549 | 11 | 29–12 | 16–25 | 8–8  | 82 |
| Sacramento Kings        | 28 | 54 | .341 | 28 | 20–21 | 8–33  | 7–9  | 82 |
| Phoenix Suns            | 25 | 57 | .305 | 31 | 17–24 | 8–33  | 5–11 | 82 |

| Divisão Sudoeste    | V  | D  | PCT  | JA | Casa  | Fora  | Div  | J  |
| ------------------- | -- | -- | ---- | -- | ----- | ----- | ---- | -- |
| y-San Antonio Spurs | 58 | 24 | .707 | –  | 35–6  | 23–18 | 12–4 | 82 |
| x-Memphis Grizzlies | 56 | 26 | .683 | 2  | 32–9  | 24–17 | 10–6 | 82 |
| x-Houston Rockets   | 45 | 37 | .549 | 13 | 29–12 | 16–25 | 6–10 | 82 |
| Dallas Mavericks    | 41 | 41 | .500 | 17 | 24–17 | 17–24 | 6–9  | 82 |
| New Orleans Hornets | 27 | 55 | .329 | 31 | 16–25 | 11–30 | 5–10 | 82 |

#### Por conferência
| #  | Conferência Leste   | Conferência Leste | Conferência Leste | Conferência Leste | Conferência Leste | Conferência Leste |
| #  | Time                | V                 | D                 | PCT               | JA                | J                 |
| -- | ------------------- | ----------------- | ----------------- | ----------------- | ----------------- | ----------------- |
| 1  | z-Miami Heat        | 66                | 16                | .805              | -                 | 82                |
| 2  | y-New York Knicks   | 54                | 28                | .659              | 12                | 82                |
| 3  | y-Indiana Pacers    | 49                | 32                | .605              | 16.5              | 81†               |
| 4  | x-Brooklyn Nets     | 49                | 33                | .598              | 17                | 82                |
| 5  | x-Chicago Bulls     | 45                | 37                | .549              | 21                | 82                |
| 6  | x-Atlanta Hawks     | 44                | 38                | .537              | 22                | 82                |
| 7  | x-Boston Celtics    | 41                | 40                | .506              | 24.5              | 81†               |
| 8  | x-Milwaukee Bucks   | 38                | 44                | .463              | 28                | 82                |
|    |                     |                   |                   |                   |                   |                   |
| 9  | Philadelphia 76ers  | 34                | 48                | .415              | 32                | 82                |
| 10 | Toronto Raptors     | 34                | 48                | .415              | 32                | 82                |
| 11 | Detroit Pistons     | 29                | 53                | .354              | 37                | 82                |
| 12 | Washington Wizards  | 29                | 53                | .354              | 37                | 82                |
| 13 | Cleveland Cavaliers | 24                | 58                | .293              | 42                | 82                |
| 14 | Charlotte Bobcats   | 21                | 61                | .256              | 45                | 82                |
| 15 | Orlando Magic       | 20                | 62                | .244              | 46                | 82                |

| #  | Conferência Oeste       | Conferência Oeste | Conferência Oeste | Conferência Oeste | Conferência Oeste | Conferência Oeste |
| #  | Time                    | V                 | D                 | PCT               | JA                | J                 |
| -- | ----------------------- | ----------------- | ----------------- | ----------------- | ----------------- | ----------------- |
| 1  | c-Oklahoma City Thunder | 60                | 22                | .732              | -                 | 82                |
| 2  | y-San Antonio Spurs     | 58                | 24                | .707              | 2                 | 82                |
| 3  | x-Denver Nuggets        | 57                | 25                | .695              | 3                 | 82                |
| 4  | y-Los Angeles Clippers  | 56                | 26                | .683              | 4                 | 82                |
| 5  | x-Memphis Grizzlies     | 56                | 26                | .683              | 4                 | 82                |
| 6  | x-Golden State Warriors | 47                | 35                | .573              | 13                | 82                |
| 7  | x-Los Angeles Lakers    | 45                | 37                | .549              | 15                | 82                |
| 8  | x-Houston Rockets       | 45                | 37                | .549              | 15                | 82                |
|    |                         |                   |                   |                   |                   |                   |
| 9  | Utah Jazz               | 43                | 39                | .524              | 17                | 82                |
| 10 | Dallas Mavericks        | 41                | 41                | .500              | 19                | 82                |
| 11 | Portland Trail Blazers  | 33                | 49                | .402              | 27                | 82                |
| 12 | Minnesota Timberwolves  | 31                | 51                | .378              | 29                | 82                |
| 13 | Sacramento Kings        | 28                | 54                | .341              | 32                | 82                |
| 14 | New Orleans Hornets     | 27                | 55                | .329              | 33                | 82                |
| 15 | Phoenix Suns            | 25                | 57                | .305              | 35                | 82                |

Notas
- z – Vantagem do Mando de Quadra para todo o Playoffs.
- c – Vantagem do Mando de Quadra para os Playoffs de sua Conferência.
- y – Campeão de divisão com vaga garantida entre os quatro primeiros de sua conferência.
- x – Classificado para os Playoffs.
- †Devido ao Atentado à Maratona de Boston, a NBA cancelou a partida entre o Boston Celtics e o Indiana Pacers, em Boston no dia 16 de Abril. O jogo não foi remarcado pois não mudaria a posição dos times na classificação.

## Playoffs
|  | Primeira Rodada   | Primeira Rodada | Primeira Rodada |              |    | Semifinais da Conferência | Semifinais da Conferência | Semifinais da Conferência |  |  | Finais da Conferência | Finais da Conferência | Finais da Conferência |  |  | Finais da NBA | Finais da NBA | Finais da NBA |  |
|  |                   |                 |                 |              |    |                           |                           |                           |  |  |                       |                       |                       |  |  |               |               |               |  |
|  | 1                 | Miami           | 4               |              |    |                           |                           |                           |  |  |                       |                       |                       |  |  |               |               |               |  |
|  | 1                 | Miami           | 4               |              |    |                           |                           |                           |  |  |                       |                       |                       |  |  |               |               |               |  |
|  | 8                 | Milwaukee       | 0               |              |    |                           |                           |                           |  |  |                       |                       |                       |  |  |               |               |               |  |
|  | 8                 | Milwaukee       | 0               |              | 1  | Miami                     | 4                         |                           |  |  |                       |                       |                       |  |  |               |               |               |  |
|  |                   |                 |                 |              | 1  | Miami                     | 4                         |                           |  |  |                       |                       |                       |  |  |               |               |               |  |
|  |                   |                 | 5               | Chicago      | 1  |                           |                           |                           |  |  |                       |                       |                       |  |  |               |               |               |  |
|  | 4                 | Brooklyn        | 5               | Chicago      | 1  | 3                         |                           |                           |  |  |                       |                       |                       |  |  |               |               |               |  |
|  | 4                 | Brooklyn        |                 |              |    |                           |                           |                           |  |  |                       |                       |                       |  |  |               |               |               |  |
|  | 5                 | Chicago         | 4               |              |    |                           |                           |                           |  |  |                       |                       |                       |  |  |               |               |               |  |
|  | 5                 | Chicago         | 4               |              | 1  | Miami                     | 4                         |                           |  |  |                       |                       |                       |  |  |               |               |               |  |
|  | Conferência Leste |                 |                 |              | 1  | Miami                     | 4                         |                           |  |  |                       |                       |                       |  |  |               |               |               |  |
|  |                   |                 | 3               | Indiana      | 3  |                           |                           |                           |  |  |                       |                       |                       |  |  |               |               |               |  |
|  | 2                 | New York        | 3               | Indiana      | 3  | 4                         |                           |                           |  |  |                       |                       |                       |  |  |               |               |               |  |
|  | 2                 | New York        |                 |              |    |                           |                           |                           |  |  |                       |                       |                       |  |  |               |               |               |  |
|  | 7                 | Boston          | 2               |              |    |                           |                           |                           |  |  |                       |                       |                       |  |  |               |               |               |  |
|  | 7                 | Boston          | 2               |              | 2  | New York                  | 2                         |                           |  |  |                       |                       |                       |  |  |               |               |               |  |
|  |                   |                 |                 |              | 2  | New York                  | 2                         |                           |  |  |                       |                       |                       |  |  |               |               |               |  |
|  |                   |                 | 3               | Indiana      | 4  |                           |                           |                           |  |  |                       |                       |                       |  |  |               |               |               |  |
|  | 3                 | Indiana         | 3               | Indiana      | 4  | 4                         |                           |                           |  |  |                       |                       |                       |  |  |               |               |               |  |
|  | 3                 | Indiana         |                 |              |    |                           |                           |                           |  |  |                       |                       |                       |  |  |               |               |               |  |
|  | 6                 | Atlanta         | 2               |              |    |                           |                           |                           |  |  |                       |                       |                       |  |  |               |               |               |  |
|  | 6                 | Atlanta         | 2               |              | L1 | Miami                     | 4                         |                           |  |  |                       |                       |                       |  |  |               |               |               |  |
|  |                   |                 |                 |              |    |                           |                           |                           |  |  |                       |                       |                       |  |  |               |               |               |  |
|  |                   |                 | O2              | San Antonio  | 3  |                           |                           |                           |  |  |                       |                       |                       |  |  |               |               |               |  |
|  | 1                 | Oklahoma City   | O2              | San Antonio  | 3  | 4                         |                           |                           |  |  |                       |                       |                       |  |  |               |               |               |  |
|  | 1                 | Oklahoma City   |                 |              |    |                           |                           |                           |  |  |                       |                       |                       |  |  |               |               |               |  |
|  | 8                 | Houston         | 1               |              |    |                           |                           |                           |  |  |                       |                       |                       |  |  |               |               |               |  |
|  | 8                 | Houston         | 1               |              | 1  | Oklahoma City             | 1                         |                           |  |  |                       |                       |                       |  |  |               |               |               |  |
|  |                   |                 |                 |              | 1  | Oklahoma City             | 1                         |                           |  |  |                       |                       |                       |  |  |               |               |               |  |
|  |                   |                 | 5               | Memphis      | 4  |                           |                           |                           |  |  |                       |                       |                       |  |  |               |               |               |  |
|  | 4                 | L.A. Clippers   | 5               | Memphis      | 4  | 2                         |                           |                           |  |  |                       |                       |                       |  |  |               |               |               |  |
|  | 4                 | L.A. Clippers   |                 |              |    |                           |                           |                           |  |  |                       |                       |                       |  |  |               |               |               |  |
|  | 5                 | Memphis         | 4               |              |    |                           |                           |                           |  |  |                       |                       |                       |  |  |               |               |               |  |
|  | 5                 | Memphis         | 4               |              | 5  | Memphis                   | 0                         |                           |  |  |                       |                       |                       |  |  |               |               |               |  |
|  | Conferência Oeste |                 |                 |              | 5  | Memphis                   | 0                         |                           |  |  |                       |                       |                       |  |  |               |               |               |  |
|  |                   |                 | 2               | San Antonio  | 4  |                           |                           |                           |  |  |                       |                       |                       |  |  |               |               |               |  |
|  | 2                 | San Antonio     | 2               | San Antonio  | 4  | 4                         |                           |                           |  |  |                       |                       |                       |  |  |               |               |               |  |
|  | 2                 | San Antonio     |                 |              |    |                           |                           |                           |  |  |                       |                       |                       |  |  |               |               |               |  |
|  | 7                 | L.A. Lakers     | 0               |              |    |                           |                           |                           |  |  |                       |                       |                       |  |  |               |               |               |  |
|  | 7                 | L.A. Lakers     | 0               |              | 2  | San Antonio               | 4                         |                           |  |  |                       |                       |                       |  |  |               |               |               |  |
|  |                   |                 |                 |              | 2  | San Antonio               | 4                         |                           |  |  |                       |                       |                       |  |  |               |               |               |  |
|  |                   |                 | 6               | Golden State | 2  |                           |                           |                           |  |  |                       |                       |                       |  |  |               |               |               |  |
|  | 3                 | Denver          | 6               | Golden State | 2  | 2                         |                           |                           |  |  |                       |                       |                       |  |  |               |               |               |  |
|  | 3                 | Denver          |                 |              |    |                           |                           |                           |  |  |                       |                       |                       |  |  |               |               |               |  |
|  | 6                 | Golden State    | 4               |              |    |                           |                           |                           |  |  |                       |                       |                       |  |  |               |               |               |  |

* Vencedor da Divisão

Negrito Vencedor das séries

itálico Time com vantagem de mando de quadra

## Prêmios
- Most Valuable Player: LeBron James, Miami Heat[3]
- Defensive Player of the Year: Marc Gasol, Memphis Grizzlies[4]
- Rookie of the Year: Damian Lillard, Portland Trail Blazers[5]
- Sixth Man of the Year: J. R. Smith, New York Knicks[6]
- Most Improved Player: Paul George, Indiana Pacers[7]
- Coach of the Year: George Karl, Denver Nuggets[8]
- Executive of the Year: Masai Ujiri, Denver Nuggets[9]
- Sportsmanship Award: Jason Kidd, New York Knicks[10]
- J. Walter Kennedy Citizenship Award: Kenneth Faried, Denver Nuggets[11]
- Twyman–Stokes Teammate of the Year Award: Chauncey Billups, Los Angeles Clippers[12]

| - All-NBA First Team: - F Kevin Durant, Oklahoma City Thunder - F LeBron James, Miami Heat - C Tim Duncan, San Antonio Spurs - G Kobe Bryant, Los Angeles Lakers - G Chris Paul, Los Angeles Clippers | - All-NBA Second Team: - F Carmelo Anthony, New York Knicks - F Blake Griffin, Los Angeles Clippers - C Marc Gasol, Memphis Grizzlies - G Russell Westbrook, Oklahoma City Thunder - G Tony Parker, San Antonio Spurs | - All-NBA Third Team: - F Paul George, Indiana Pacers - F David Lee, Golden State Warriors - C Dwight Howard, Los Angeles Lakers - G James Harden, Houston Rockets - G Dwyane Wade, Miami Heat |

| - NBA All-Defensive First Team: - F LeBron James, Miami Heat - F Serge Ibaka, Oklahoma City Thunder - C Joakim Noah, Chicago Bulls - C Tyson Chandler, New York Knicks - G Tony Allen, Memphis Grizzlies - G Chris Paul, Los Angeles Clippers | - NBA All-Defensive Second Team: - F Paul George, Indiana Pacers - F Tim Duncan, San Antonio Spurs - C Marc Gasol, Memphis Grizzlies - G Avery Bradley, Boston Celtics - G Mike Conley, Memphis Grizzlies |

| - NBA All-Rookie First Team: - Damian Lillard, Portland Trail Blazers - Bradley Beal, Washington Wizards - Anthony Davis, New Orleans Hornets - Dion Waiters, Cleveland Cavaliers - Harrison Barnes, Golden State Warriors | - NBA All-Rookie Second Team: - Andre Drummond, Detroit Pistons - Jonas Valančiūnas, Toronto Raptors - Michael Kidd-Gilchrist, Charlotte Bobcats - Kyle Singler, Detroit Pistons - Tyler Zeller, Cleveland Cavaliers |

### Jogadores da Semana
Os seguintes jogadores foram nomeados os Jogadores da Semana das Conferências Leste e Oeste.
| Semana            | Conferência Leste                        | Conferência Oeste                                | Ref.   |
| ----------------- | ---------------------------------------- | ------------------------------------------------ | ------ |
| 30 Out. – 4 Nov.  | Brandon Jennings (Milwaukee Bucks) (1/2) | James Harden (Houston Rockets) (1/3)             | [ 15 ] |
| 5 Nov. – 11 Nov.  | LeBron James (Miami Heat) (1/6)          | Kenneth Faried (Denver Nuggets) (1/1)            | [ 16 ] |
| 12 Nov. – 18 Nov. | LeBron James (Miami Heat) (2/6)          | Kevin Durant (Oklahoma City Thunder) (1/4)       | [ 17 ] |
| 19 Nov. – 25 Nov. | Al Horford (Atlanta Hawks) (1/1)         | Tim Duncan (San Antonio Spurs) (1/1)             | [ 18 ] |
| Nov. 26 – Dez. 2  | Carmelo Anthony (New York Knicks) (1/4)  | Kevin Durant (Oklahoma City Thunder) (2/4)       | [ 19 ] |
| 3 Dez. – 9 Dez.   | Josh Smith (Atlanta Hawks) (1/1)         | Blake Griffin (Los Angeles Clippers) (1/1)       | [ 20 ] |
| 10 Dez. – 16 Dez. | Paul George (Indiana Pacers) (1/1)       | David Lee (Golden State Warriors) (1/2)          | [ 21 ] |
| 17 Dez. – 23 Dez. | LeBron James(Miami Heat) (3/6)           | Chris Paul (Los Angeles Clippers) (1/1)          | [ 22 ] |
| 24 Dez. – 30 Dez. | Monta Ellis (Milwaukee Bucks) (1/2)      | Greivis Vásquez (New Orleans Hornets) (1/1)      | [ 23 ] |
| 31 Dez. – 6 Jan.  | Carmelo Anthony (New York Knicks) (2/4)  | James Harden (Houston Rockets) (2/3)             | [ 24 ] |
| 7 Jan. – 13 Jan.  | Brandon Jennings (Milwaukee Bucks) (2/2) | Kevin Durant (Oklahoma City Thunder) (3/4)       | [ 25 ] |
| 14 Jan. – 20 Jan. | Carlos Boozer (Chicago Bulls) (1/1)      | Kevin Durant (Oklahoma City Thunder) (4/4)       | [ 26 ] |
| 21 Jan. – 27 Jan. | Kyrie Irving (Cleveland Cavaliers) (1/1) | Tony Parker (San Antonio Spurs) (1/1)            | [ 27 ] |
| 28 Jan. – 3 Fev.  | Nate Robinson (Chicago Bulls) (1/1)      | David Lee (Golden State Warriors) (2/2)          | [ 28 ] |
| 4 Fev. – 10 Fev.  | LeBron James(Miami Heat) (4/6)           | Russell Westbrook (Oklahoma City Thunder) (1/1)  | [ 29 ] |
| 19 Fev. – 24 Fev. | LeBron James(Miami Heat) (5/6)           | Kobe Bryant (Los Angeles Lakers) (1/3)           | [ 30 ] |
| 25 Fev. – 3 Mar.  | Monta Ellis (Milwaukee Bucks) (2/2)      | Ty Lawson (Denver Nuggets) (1/1)                 | [ 31 ] |
| 4 Mar. – 10 Mar.  | Dwyane Wade (Miami Heat) (1/1)           | Kobe Bryant (Los Angeles Lakers) (2/3)           | [ 32 ] |
| 11 Mar. – 17 Mar. | John Wall (Washington Wizards) (1/1)     | LaMarcus Aldridge (Portland Trail Blazers) (1/1) | [ 33 ] |
| 18 Mar. – 24 Mar. | LeBron James(Miami Heat) (6/6)           | James Harden (Houston Rockets) (3/3)             | [ 34 ] |
| 25 Mar. – 31 Mar. | J. R. Smith (New York Knicks) (1/1)      | Al Jefferson (Utah Jazz) (1/1)                   | [ 35 ] |
| 1 Abr. – 7 Abr.   | Carmelo Anthony (New York Knicks) (3/4)  | Nikola Peković (Minnesota Timberwolves) (1/1)    | [ 36 ] |
| 8 Abr. – 14 Abr.  | Carmelo Anthony (New York Knicks) (4/4)  | Kobe Bryant (Los Angeles Lakers) (3/3)           | [ 37 ] |

### Jogadores do Mês
Os seguintes jogadores foram nomeados os Jogadores do Mês das Conferências Leste e Oeste.
| Mês                | Conferência Leste                       | Conferência Oeste                           | Ref.   |
| ------------------ | --------------------------------------- | ------------------------------------------- | ------ |
| Outubro – Novembro | LeBron James(Miami Heat) (1/5)          | Kevin Durant (Oklahoma City Thunder) (1/2)  | [ 38 ] |
| Dezembro           | LeBron James(Miami Heat) (2/5)          | Chris Paul (Los Angeles Clippers) (1/1)     | [ 39 ] |
| Janeiro            | LeBron James(Miami Heat) (3/5)          | Tony Parker (San Antonio Spurs) (1/1)       | [ 40 ] |
| Fevereiro          | LeBron James(Miami Heat) (4/5)          | Kobe Bryant (Los Angeles Lakers) (1/1)      | [ 41 ] |
| Março              | LeBron James(Miami Heat) (5/5)          | Kevin Durant (Oklahoma City Thunder) (2/2)  | [ 42 ] |
| Abril              | Carmelo Anthony (New York Knicks) (1/1) | Stephen Curry (Golden State Warriors) (1/1) | [ 43 ] |

### Novatos do Mês
Os seguintes jogadores foram nomeados os Novatos do Mês das Conferências Leste e Oeste.
| Mês                | Conferência Leste                                | Conferência Oeste                             | Ref.   |
| ------------------ | ------------------------------------------------ | --------------------------------------------- | ------ |
| Outubro – Novembro | Michael Kidd-Gilchrist (Charlotte Bobcats) (1/1) | Damian Lillard (Portland Trail Blazers) (1/6) | [ 44 ] |
| Dezembro           | Bradley Beal (Washington Wizards) (1/2)          | Damian Lillard (Portland Trail Blazers) (2/6) | [ 45 ] |
| Janeiro            | Bradley Beal (Washington Wizards) (2/2)          | Damian Lillard (Portland Trail Blazers) (3/6) | [ 46 ] |
| Fevereiro          | Dion Waiters (Cleveland Cavaliers) (1/1)         | Damian Lillard (Portland Trail Blazers) (4/6) | [ 47 ] |
| Março              | Jonas Valančiūnas (Toronto Raptors) (1/1)        | Damian Lillard (Portland Trail Blazers) (5/6) | [ 48 ] |
| Abril              | Chris Copeland (New York Knicks) (1/1)           | Damian Lillard (Portland Trail Blazers) (6/6) | [ 49 ] |

### Treinadores do Mês
Os seguintes técnicos foram nomeados os Treinadores do Mês das Conferências Leste e Oeste.
| Mês                | Conferência Leste                    | Conferência Oeste                            | Ref.   |
| ------------------ | ------------------------------------ | -------------------------------------------- | ------ |
| Outubro – Novembro | Avery Johnson (Brooklyn Nets) (1/1)  | Lionel Hollins (Memphis Grizzlies) (1/2)     | [ 50 ] |
| Dezembro           | Larry Drew (Atlanta Hawks) (1/1)     | Vinny Del Negro (Los Angeles Clippers) (1/1) | [ 51 ] |
| Janeiro            | Tom Thibodeau (Chicago Bulls) (1/1)  | George Karl (Denver Nuggets) (1/2)           | [ 52 ] |
| Fevereiro          | Erik Spoelstra (Miami Heat) (1/2)    | Lionel Hollins (Memphis Grizzlies) (2/2)     | [ 53 ] |
| Março              | Erik Spoelstra (Miami Heat) (2/2)    | George Karl (Denver Nuggets) (2/2)           | [ 54 ] |
| Abril              | Mike Woodson (New York Knicks) (1/1) | Mike D'Antoni (Los Angeles Lakers) (1/1)     | [ 55 ] |

## Líderes de estatísticas NBA 2012-13

### Temporada regular
Atualizado em 30 de abril de 2013.
| Categoria                           | Jogador         | Time                  | Média |
| ----------------------------------- | --------------- | --------------------- | ----- |
| Pontos por jogo                     | Carmelo Anthony | New York Knicks       | 28,70 |
| Rebotes por jogo                    | Dwight Howard   | Los Angeles Lakers    | 12,40 |
| Assistências por jogo               | Rajon Rondo     | Boston Celtics        | 11,10 |
| Roubadas de bola por jogo           | Chris Paul      | Los Angeles Clippers  | 2,41  |
| Bloqueios por jogo                  | Serge Ibaka     | Oklahoma City Thunder | 3,03  |
| Erros por jogo                      | James Harden    | Houston Rockets       | 3,80  |
| Minutos por jogo                    | Luol Deng       | Chicago Bulls         | 38,70 |
| Aproveitamento de quadra (%)        | DeAndre Jordan  | Los Angeles Clippers  | 64,30 |
| Aproveitamento de lances livres (%) | Kevin Durant    | Oklahoma City         | 90,50 |
| Aproveitamento de três pontos (%)   | José Calderón   | Detroit Pistons       | 46,10 |
| Duplo - duplo dígito                | David Lee       | Golden State Warriors | 56    |
| Triplo - duplo dígito               | Rajon Rondo     | Boston Celtics        | 5     |